# فيكتور توماس
فيكتور توماس (بالإسبانية: Víctor Tomás González) مواليد 15 فبراير 1985 في برشلونة، هو لاعب كرة يد إسباني يلعب كجناح أيمن. يلعب حاليا مع نادي برشلونة لكرة اليد ويحمل الرقم 8. مثل منتخب إسبانيا لكرة اليد. شارك في دورة الألعاب الأولمبية الصيفية سنة 2008. حقق المركز الأول في بطولة العالم لكرة اليد للرجال 2013.

## سجل المنافسة
شارك في البطولات التالية:
- بطولة العالم لكرة اليد للرجال 2013
- بطولة العالم لكرة اليد للرجال 2015
- بطولة أوروبا لكرة اليد للرجال 2012
- بطولة أوروبا لكرة اليد للرجال 2014
- بطولة أوروبا لكرة اليد للرجال 2016
- الألعاب الأولمبية الصيفية 2012

## الميداليات
| الميدالية | المسابقة                           |
| --------- | ---------------------------------- |
| برونزية   | الألعاب الأولمبية الصيفية 2008     |
| ذهبية     | بطولة العالم لكرة اليد للرجال 2013 |
| برونزية   | بطولة أوروبا لكرة اليد للرجال 2014 |

## روابط خارجية
- فيكتور توماس على موقع الاتحاد الأوروبي لكرة اليد (الإنجليزية)
- فيكتور توماس على موقع أوليمبيديا (الإنجليزية)